# Mauro Vegni
Mauro Vegni (Cetona, 7 febbraio 1959) è un dirigente sportivo italiano.
È l'attuale direttore del Giro d'Italia e delle altre classiche di RCS Sport, quali Milano-Sanremo, Strade Bianche e Giro di Lombardia.

## Biografia
Ancora giovanissimo, si trasferisce con la famiglia a Roma, dove conosce Franco Mealli, il responsabile del Velo Club Forze Sportive Romane nonché organizzatore della Tirreno-Adriatico, del Giro del Lazio e di molte altre manifestazioni. Mealli indirizza il giovane Vegni a prendere conoscenza con l'attività organizzativa. Già nella seconda metà degli anni '70, in concomitanza con gli studi classici, Mauro Vegni, frequenta la "bottega" del V.C. Forze Sportive accanto alla redazione del quotidiano Il Messaggero.
Ben presto Mauro Vegni, dopo i lavori d'ufficio, di segreteria in corsa, di contatti con le amministrazioni, i sopralluoghi tecnici, la gestione delle fasi di partenza e d'arrivo che gli permettono di conoscere da dentro le molteplici complessità collegate a un'organizzazione ciclistica, è avviato anche alla co-direzione di gara, sia in competizioni dilettanti di livello, sia in corse della massima categoria professionistica.
Dai primi anni '90 Franco Mealli inizia ad accusare seri problemi di salute che ne limitano l'attività insieme alla contrazione dei contributi pubblici che determinano ingenti problemi economici al V.C. Forze Sportive Romane.
Ai campionati del mondo in Sicilia del 1994, propugnati da Franco Mealli, è Mauro Vegni il direttore generale della manifestazione.
Nel 1995 le corse e le attività del Velo Club sono rilevate da RCS Organizzazioni Sportive, il braccio operativo della Gazzetta dello Sport e Mauro Vegni lascia Roma per Milano, assunto dalla RCS, dove diventerà primo collaboratore del direttore di corse Carmine Castellano, subito dopo organizza i Campionati del Mondo Juniors di San Marino, vinto da Valentino China; successivamente si misura in prima persona con le notevoli problematiche logistico-organizzative legate al suo primo Giro d'Italia, nel 1996, con la partenza da Atene in occasione del centenario delle Olimpiadi nel 1996. 
Nel 2012 succede a Castellano per quanto riguarda le classiche gestite da RCS Sport, e nel 2014 a Michele Acquarone per quanto riguarda il Giro d'Italia.
Nel 2022 viene eletto presidente della Lega Ciclismo Professionistico, ma in seguito viene destituito dalla carica a causa di un possibile conflitto di interessi.